# Pennalithus
Genre
Pennalithus est un genre d'araignées aranéomorphes de la famille des Phrurolithidae.

## Distribution
Les espèces de ce genre se rencontrent en Asie de l'Est et en Asie du Nord.

## Liste des espèces
Selon World Spider Catalog (version 24.5, 13/09/2023) :
- Pennalithus liaoning Mu & Zhang, 2023
- Pennalithus micans Mu & Zhang, 2023
- Pennalithus palgongensis (Seo, 1988)
- Pennalithus pennatus (Yaginuma, 1967)
- Pennalithus splendidus (Song & Zheng, 1992)
- Pennalithus suguroi Kamura, 2021

## Systématique et taxinomie
Ce genre a été décrit par Kamura en 2021 dans les Phrurolithidae.

## Publication originale
- Kamura, 2021 : « Three new genera of the family Phrurolithidae (Araneae) from East Asia. » Acta Arachnologica, vol. 70, no 2, p. 117-130 (texte intégral).